# Камінь Дюрана
Камінь Дюрана — артефакт у Бахрейні, що належить до епохи каситів (1600 р. до н. е. — 1155 р. до н. е.). Це фрагмент скульптури з чорного базальту, завширшки 25–30 см і завдовжки 70–80 см у формі носа човна або язика тварини з клинописним написом. Камінь названий на честь капітана Едварда Ло Дюрана, який його вперше виявив артефакт.

## Історія
Спочатку камінь містився у «святая святих» мечеті Мадрасе-і-Дауд (тепер зруйнована) у Біладі аль-Кадімі (тепер передмістя Манами, столиці Бахрейну). 1878 року його помітив капітан Едвард Ло Дюран, який служив першим помічником резидента Перської затоки. Він обманом отримав камінь, сказавши муллам, що це камінь вогнепоклонників і тому не є ісламським. Написи на камені дослідив та переклав британський археолог та лінгвіст Генрі Роулінсон. Він визначив, що це старовавилонський клинопис, а камінь походить з Оману або південного сходу Ірану. Роулінсон переклав напис таким чином: «Палац Рімума, слуги Інзака, чоловіка з племені Агарум». Інзак був сином Енкі, головного бога Бахрейну, і камінь Дюран надає археологічні докази ідентифікації цих островів як «обителі благословенних» Дільмун, про яку згадує шумерська література.
Під час Другої світової війни камінь був знищений. Його копія зберігається в Національному музеї Бахрейну.